# مصيدة (السفيرة)
مصيدة قرية سوريّة تتبع إداريّاً لمحافظة حلب منطقة السفيرة ناحية مركز السفيرة، بلغ تعداد سكانها 1,331 نسمة حسب التعداد السكاني لعام 2004.